# Élie Reclus

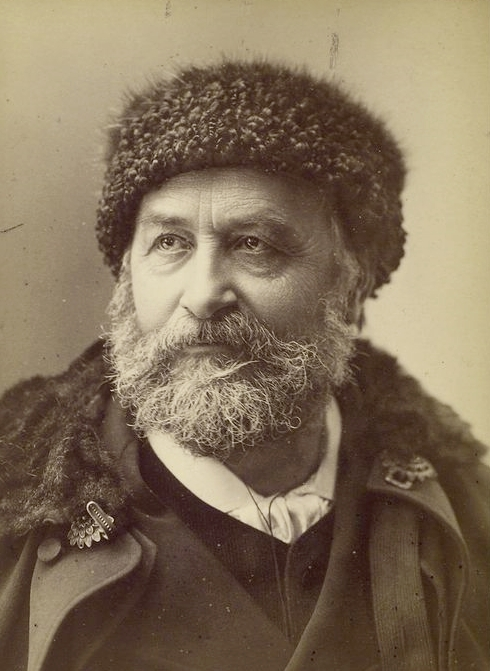
Élie Reclus (Nadar)

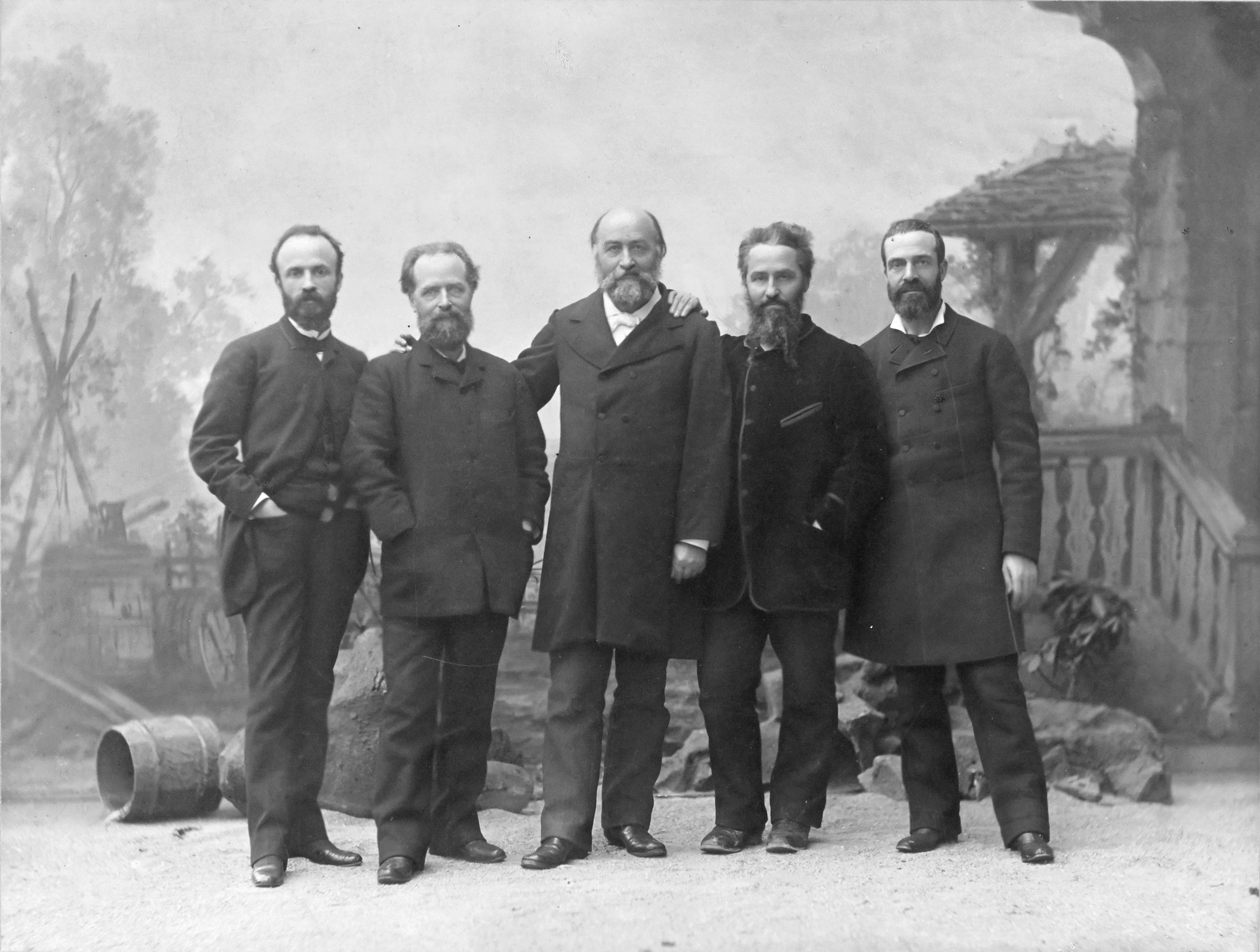
Die Brüder Reclus, Nadar 1889 (Paul, Élisée, Élie, Onésime, Armand)

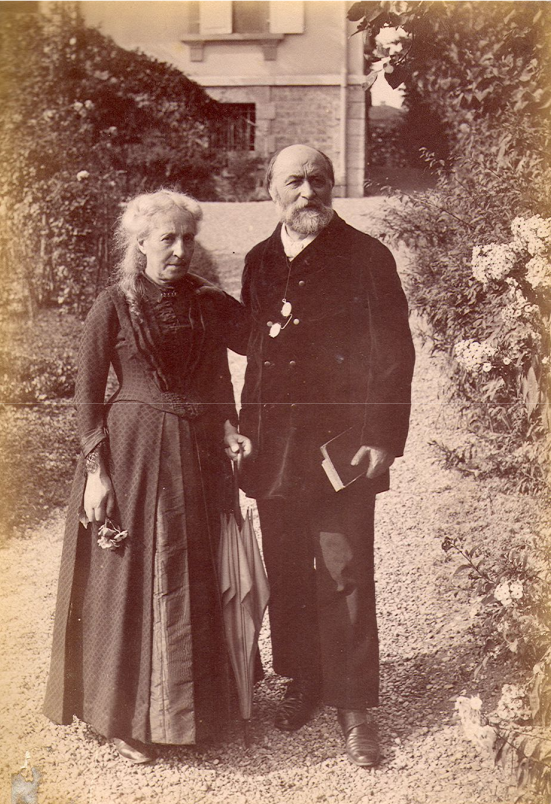
Noémi und Élie Reclus

Élie Reclus, geboren als Jean-Pierre Michel Reclus (* 16. Juni 1827 in Sainte-Foy-la-Grande; † 11. Februar 1904 in Ixelles) war ein französischer Pastor, Journalist, Schriftsteller, Ethnologe und Anarchist während des Zweiten Kaiserreichs und der Dritten Republik.

## Familie
Sein Vater Jacques Reclus (1796–1882) war Pfarrer (zunächst vom Staat bezahlt, dann unabhängig); er war auch einige Jahre Lehrer am protestantischen Collège in Sainte-Foy-la-Grande. Mit Zéline Trigant (1805–1887) hatte er vierzehn Kinder, von denen drei nicht mehr lebten. Élies Brüder waren die Geographen Élisée Reclus (1830–1905), Onésime Reclus (1837–1916), Armand Reclus (1843–1927) und der Chirurg Paul Reclus (1847–1914). Er hatte sechs Schwestern, Loïs Reclus (1832–1917), die geographische Texte Armands übersetzte), Marie Reclus (1834–1918, Übersetzerin und Erzieherin ihres Bruders Paul), Zéline Reclus (1836–1911, Angestellte im Notariat eines Onkels), Louise Reclus (1839–1917, verheiratet mit Alfred Dumesnil und Herausgeberin der Werke von Alphonse de Lamartine), Noémi Reclus (1841–1915, Übersetzerin (unter anderem Leopold von Sacher-Masoch) und Ioana (oder Johanna) Reclus (1845–1937, Erzieherin der Nachkommen Élisées).
1856 heiratete er Noémi Reclus (1828–1905), eine Cousine. Mit ihr hatte er zwei Söhne,  Paul Reclus (1858–1941), Ingenieur, Geograph und Anarchist und André Reclus (1861–1936), Landwirt in Algerien und später in Marokko.

## Leben
Jacques Reclus wollte, dass sein ältester Sohn Élie Pastor wird, und ließ ihm eine sorgfältige Ausbildung zukommen. 1839 schickte er ihn auf ein protestantisches Gymnasium, das von der Herrnhuter Brüdergemeine in Neuwied am Rhein geleitet wurde. Dort schloss sich ihm 1843 sein Bruder Élisée an. Beide ertrugen die Feindseligkeit einiger ihrer Mitschüler nur schwer und entschieden sich 1844, nach Orthez zurückzukehren, wo ihre Eltern nun wohnten. Élie absolvierte seine Sekundarschulbildung am Collège in Orthez und anschließend am Collège in Sainte-Foy-la-Grande. Auch sein Studium der Theologie in Genf brach er vorzeitig ab.
Im Jahr 1848 schrieben sich die beiden Brüder an der protestantischen theologischen Fakultät in Montauban ein. 
Sie wurden 1849 von der Fakultät ausgeschlossen, nachdem sie im Juni in Richtung Mittelmeer durchgebrannt waren. 
Élie ging daraufhin nach Straßburg, um sein Theologiestudium abzuschließen. 1851 wurde er dort als Pastor aufgenommen, wobei er eine als provokativ empfundene Dissertation verteidigte; er trat sofort von seinem Amt zurück.
Als die beiden Brüder in Orthez vom Staatsstreich vom 2. Dezember 1851 erfuhren, zeigten sie öffentlich ihre Ablehnung gegenüber dem neuen Lauf der Dinge. Da ihnen die Verhaftung drohte, schifften sich Élie und Élisée nach London ein. Élie reiste anschließend nach Irland (1852), wo er eine feste Anstellung als Hauslehrer fand. 1855 kehrte er nach Frankreich zurück, heiratete und fand eine Anstellung bei einer Bank (Société Générale du Crédit Mobilier), die er 1862 verließ, weil er mit der kapitalistischen Ausrichtung der Bank nicht einverstanden war. Danach arbeitete er an mehreren Publikationen mit (der Revue Germanique, der Revue de l’ouest aus St. Louis, Missouri, dem Rousskoïé Slovo („Русское слово“) aus St. Petersburg). Während dieser Zeit wohnt Élie bei seinem Bruder Elisée, der ebenfalls geheiratet hatte.
Im Laufe des Jahres 1863 ließen sich die beiden Brüder im normannischen Vascœuil bei ihrem Freund Alfred Dumesnil, dem Schwiegersohn von Jules Michelet, nieder. Dort verfasst Élie einen Großteil seiner literarischen Produktion.  Nach dem Tod von Adèle Michelet-Dumesnil heiratete Alfred Dumesnil 1871 Louise Reclus, die Schwester von Élie und Élisée Reclus. In den frühen 1860er Jahren wurde Élie als Freimaurer aufgenommen (Loge Les Émules d’Hiram). Doch schon bald war er von dem hierarchischen Geist, der dort herrschte, enttäuscht und wandte sich nach und nach von den Freimaurern ab.
Am 1. Oktober 1863 gründete er zusammen mit mehreren Personen (darunter sein Bruder Élisée) eine Bank (Société du Crédit au Travail), deren Ziel es war, bei der Gründung von Arbeitervereinen zu helfen. Gleichzeitig kümmerte er sich um die Herausgabe einer Zeitung (l’Association), deren Direktor und Chefredakteur er zugleich war. Das Experiment mit der Crédit au Travail endete jedoch 1868 mit der Einstellung der Tätigkeit. Als 1867 Band 1 von Das Kapital von Karl Marx erschien, wurde er von dem deutschen Philosophen als Übersetzer ins Französische vorgeschlagen, aber das Projekt scheiterte. Als Korrespondent der russischen Zeitschrift Dielo („Дело“) reiste er anschließend durch Russland (St. Petersburg, Moskau und Nischni Nowgorod), dann nach Spanien und schließlich nach Ägypten, wo er an der Einweihung des Suezkanals (August 1869) teilnahm.
Im Jahr 1866 gründete sich im Haus von André Léo eine feministische Gruppe, die sich Société pour la Revendication du Droit des Femmes nannte. Zu den Mitgliedern gehörten Paule Mink, Louise Michel, Eliska Vincent, Élie Reclus und seine Frau Noémie, Louise Marie Émilie Simon und Caroline de Barrau de Muratel. Auch Maria Deraismes nahm teil. Aufgrund des breiten Meinungsspektrums beschloss die Gruppe, sich auf das Thema der Verbesserung der Bildung von Mädchen zu konzentrieren.
Während der Pariser Kommune ließ sich Élie Reclus, der durch einen früheren Unfall an der rechten Hand behindert war, als Krankenträger in der Nationalgarde anstellen (September 1870). Dann wurde er zum Direktor der Nationalbibliothek ernannt (29. April 1871), musste seinen Posten jedoch am 24. Mai 1871 verlassen, da er wegen seiner revolutionären Aktivitäten von den Regierungstruppen verfolgt wurde. Als Illegaler (er wurde in Abwesenheit verurteilt) reiste er nach Italien und dann in die Schweiz, wo er sich in Zürich niederließ.
Im Jahr 1876 reiste er in die Vereinigten Staaten, um dort eine Stelle als Korrespondent zu finden. Danach fuhr er nach London, wo er bis zur Verkündung seiner Amnestie (11. März 1879) blieb. Am 21. Januar stellte er im Royal Anthropological Institute of Great Britain and Ireland seinen in der Revue internationale des sciences (Band III, 1879, Paris) veröffentlichten Text La circoncision, sa signification, ses origines et quelques rites analogues (Die Beschneidung, ihre Bedeutung, ihre Ursprünge und einige analoge Riten) vor. Kurz darauf kehrte er nach Paris zurück, wo ihm Hachette eine Stelle als Bibliothekar verschaffte. Er widmete sich dem Verfassen von Büchern, von denen mehrere erst nach seinem Tod von seinem Sohn Paul veröffentlicht wurden. Paul wurde von der Polizei gesucht, die ihn in das Vaillant-Attentat verwickelt sah, und floh nach England. Élie wurde fälschlicherweise der Mittäterschaft verdächtigt, verhaftet und für kurze Zeit in der Conciergerie untergebracht. All diese Schikanen ermüdeten ihn und er schloss sich seinem Bruder Élisée in Ixelles (einer Ortschaft in der Nähe von Brüssel) an, wo er an der Neuen Universität Brüssel mitarbeitete und den Lehrstuhl für vergleichende Mythologie innehatte. Er starb an den Folgen einer infektiösen Grippe.

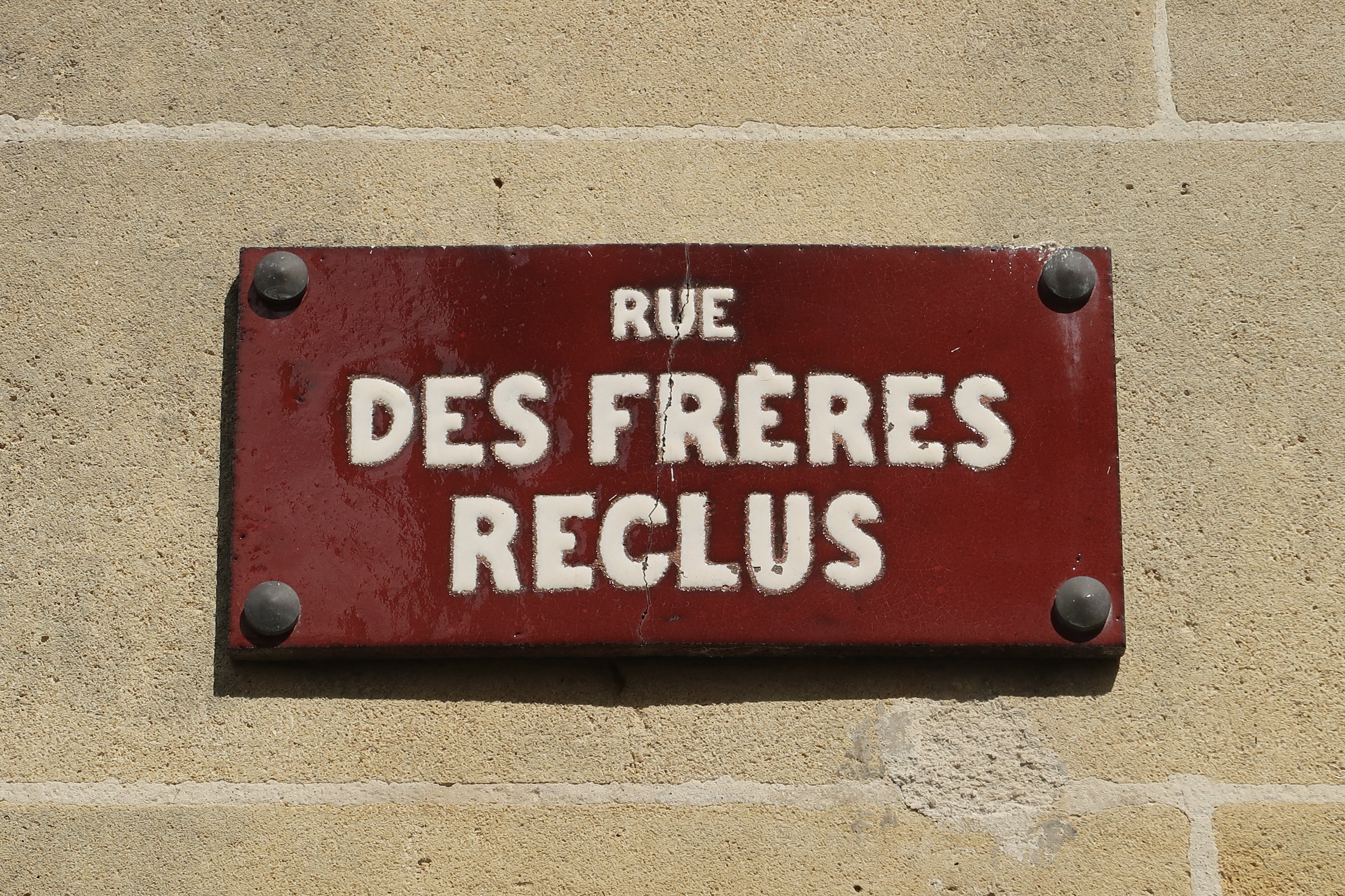
Sainte-Foy-la-Grande

In vielen französischen Städten sind heute Plätze und Straßen nach Élie selbst oder nach den Brüdern Reclus benannt.

## Werke
zu Lebzeiten veröffentlicht
- Examen religieux et philosophique du principe de l’autorité, thèse de théologie protestante à Strasbourg soutenue le 28 juillet, 1851. bei Wikisource
- Les Primitifs, Chamerot, 1885. (google.books)
- Les Primitifs d’Australie, Dentu, 1894.
- Renouveau d’une cité, mit Élisée Reclus, La Société nouvelle, 1896. (google.books)

aus dem Nachlass
- Le Mariage tel qu’il fut et tel qu’il est, 1907, Éditions de L'Idée Libre. (Kropot)
- La Commune de Paris au jour le jour. 19 mars – 28 mai 1871, Paris, Schleicher Frères éditeurs, 1908. (Gallica)
  - Neuauflage 2016, Association Théolib, ISBN 978-2-36500-071-0. (google books)
- Les Croyances populaires, Université nouvelle. (google.books)
  - Neuauflage 2019, Creative Media Partners LLC, ISBN 978-0-53099-340-9.
- Le Pain, Éditions de La Société nouvelle, 1909. (Gallica)
- Pourquoi des guirlandes vertes à Noél, 1915.
  - Neuauflage 1999, Librairie la Brèche, ISBN 978-2-91275-305-2.
- Les Physionomies végétales, Costes, 1938.
  - Neuauflage 2012, Héros-Limite, ISBN 978-2-94035-883-0.